# Michael Schär
Michael Schär (* 29. September 1986 in Geuensee) ist ein Sportlicher Leiter und ehemaliger Schweizer Radrennfahrer.

## Sportliche Karriere
2004 wurde Michael Schär Schweizer Junioren-Meister im Einzelzeitfahren, im Jahr darauf sowie 2006 in der Klasse U23 ebenfalls. 2006 wurde er Mitglied der Nachwuchsmannschaft von Liberty Seguros und wechselte zum 1. August zum ProTeam Phonak Hearings Systems. Nachdem diese Mannschaft Ende 2006 den Rennbetrieb eingestellt hatte, unterschrieb er bei Astana für zwei Jahre (bis Ende 2008). Nach drei Jahren wechselte er zum BMC Team. 2012 startete er im Strassenrennen der Olympischen Spiele in London und belegte Rang 87.
Sein bis dahin grösster Karriereerfolg gelang Schär mit dem Titelgewinn im Strassenrennen der Schweizer Meisterschaften 2013, nachdem er auf anspruchsvollem Kurs im Zweiersprint gegen Martin Elmiger gewonnen hatte. Im folgenden Jahr erzielte er mit einem Etappensieg bei der Tour of Utah seinen ersten individuellen Sieg in einem internationalen Wettbewerb. Im Jahr 2016 wurde er Gesamtwertungszweiter der Tour des Fjords.
Schär startete mehrfach bei der Tour de France. Sein erster Start war 2012, wobei er Platz 49 in der Gesamtwertung belegte. 2013 wurde Schär von einer Verletzung, die er sich bei einem Sturz auf der siebten Etappe zugezogen hatte, zur Aufgabe nach der neunten Etappe gezwungen.
Im Mai 2023 kündigte Schär das Ende seiner Laufbahn als Aktiver zum Saisonende an und wechselte zum Saisonende in die sportliche Leitung des Teams Lidl-Trek.

## Familie
Michael Schär ist der Sohn des ehemaligen Radrennfahrers Roland Schär.

## Erfolge
2004
- Schweizer Meister – Einzelzeitfahren (Junioren)

2005
- Schweizer Meister – Einzelzeitfahren (U23)

2006
- Schweizer Meister – Einzelzeitfahren (U23)

2007
- Nachwuchswertung Sachsen-Tour

2013
- Mannschaftszeitfahren Tour of Qatar
- Schweizer Meister – Strassenrennen

2014
- eine Etappe Tour of Utah

2015
- Mannschaftszeitfahren Critérium du Dauphiné
- Mannschaftszeitfahren Tour de France

2017
- Mannschaftszeitfahren Valencia-Rundfahrt

2018
- Mannschaftszeitfahren Valencia-Rundfahrt
- Mannschaftszeitfahren Tirreno–Adriatico
- Mannschaftszeitfahren Tour de Suisse
- Mannschaftszeitfahren Tour de France

## Grand-Tour-Platzierungen
| Grand Tour            | 2009 | 2010 | 2011 | 2012 | 2013 | 2014 | 2015 | 2016 | 2017 | 2018 | 2019 | 2020 | 2021 | 2022 | 2023 |
| --------------------- | ---- | ---- | ---- | ---- | ---- | ---- | ---- | ---- | ---- | ---- | ---- | ---- | ---- | ---- | ---- |
| Giro d’ItaliaGiro     | –    | 99   | –    | –    | –    | –    | –    | –    | –    | –    | –    | –    | –    | –    | –    |
| Tour de FranceTour    | –    | –    | 103  | 49   | DNF  | 43   | 56   | 76   | 72   | 90   | 70   | 69   | 58   | –    | –    |
| Vuelta a EspañaVuelta | 110  | –    | –    | –    | –    | –    | –    | –    | –    | –    | –    | –    | –    | –    | –    |